# Gibson City
Gibson City – miasto w Stanach Zjednoczonych, w stanie Illinois, w hrabstwie Ford.